# Carl Ekman (militär)
Carl Hjalmar Fredrik Waldemar Gustafsson Ekman, född den 15 juli 1883 i Hagby församling, Kalmar län, död den 5 augusti 1966 i Stockholm, var en svensk sjömilitär.
Ekman avlade studentexamen i Kalmar 1902. Han blev marinunderintendent 1906, marinintendent av andra graden 1908, av första graden 1918, förste marinintendent 1925 och chefsintendent 1926. Ekman var marinöverintendent och chef för Marinintendenturkåren samt chef för marinförvaltningens intendenturavdelning 1933–1948. Han blev konteramiral i amiralitetets reserv 1948. Ekman utgav läroböcker i intendenturtjänst och förslag till förvaltningsreglemente för marinen, publicerade uppsatser i sjöhistoria med flera ämnen, bland annat om sina undersökningar av Stora Kraveln Elefanten, Björkenäs skeppsgård, skeppet Mars, nordiska sjuårskriget, 1500-talets skeppshövitsmän med mera. Han var ledamot av Sjöhistoriska museets nämnd 1937–1948. Ekman invaldes som ledamot av Örlogsmannasällskapet 1923 (hedersledamot 1948) och av Krigsvetenskapsakademien 1939. Han blev riddare av Vasaorden 1923 och av Nordstjärneorden 1929 samt kommendör av andra klassen av Vasaorden 1936 och  av första klassen 1939.